# Catarama
Catarama è una parrocchia urbana dell'Ecuador, capoluogo del cantone di Urdaneta, nella provincia di Los Ríos.